# South Toledo Bend
South Toledo Bend is een plaats (census-designated place) in de Amerikaanse staat Texas, en valt bestuurlijk gezien onder Newton County.

## Demografie
Bij de volkstelling in 2000 werd het aantal inwoners vastgesteld op 576.

## Geografie
Volgens het United States Census Bureau beslaat de plaats een oppervlakte van
54,8 km², waarvan 47,8 km² land en 7,0 km² water.

## Plaatsen in de nabije omgeving
De onderstaande figuur toont nabijgelegen plaatsen in een straal van 32 km rond South Toledo Bend.